# Nemertea
Pour la Néréide, voir Némertès.
Embranchement
Classes de rang inférieur
- Anopla
- Enopla

Classification phylogénétique
- bilatériens
  - protostomiens
    - lophotrochozoaires
      - eutrochozoaires
        - syndermates
          - rotifères
          - acanthocéphales
          - cycliophores ?

        - spiraliens
          - entoproctes
          - parenchymiens
            - plathelminthes
            - némertes

          - mollusques
          - siponcles
          - annélides

      - lophophorata

    - chaetognathes ?
    - cuticulates

  - mésozoaires ?
  - deutérostomiens
    - échinodermes
    - pharyngotrèmes

Les Némertes ou Némertiens (Nemertea, parfois Nemertina) constituent un embranchement de vers aquatiques trochozoaires, aussi appelés « vers rubans ». 

## Origine du nom
Les Némertes doivent leur nom à une des Néréides de la mythologie grecque, la Néréide du conseil "infaillible" Némertès.

## Description et caractéristiques

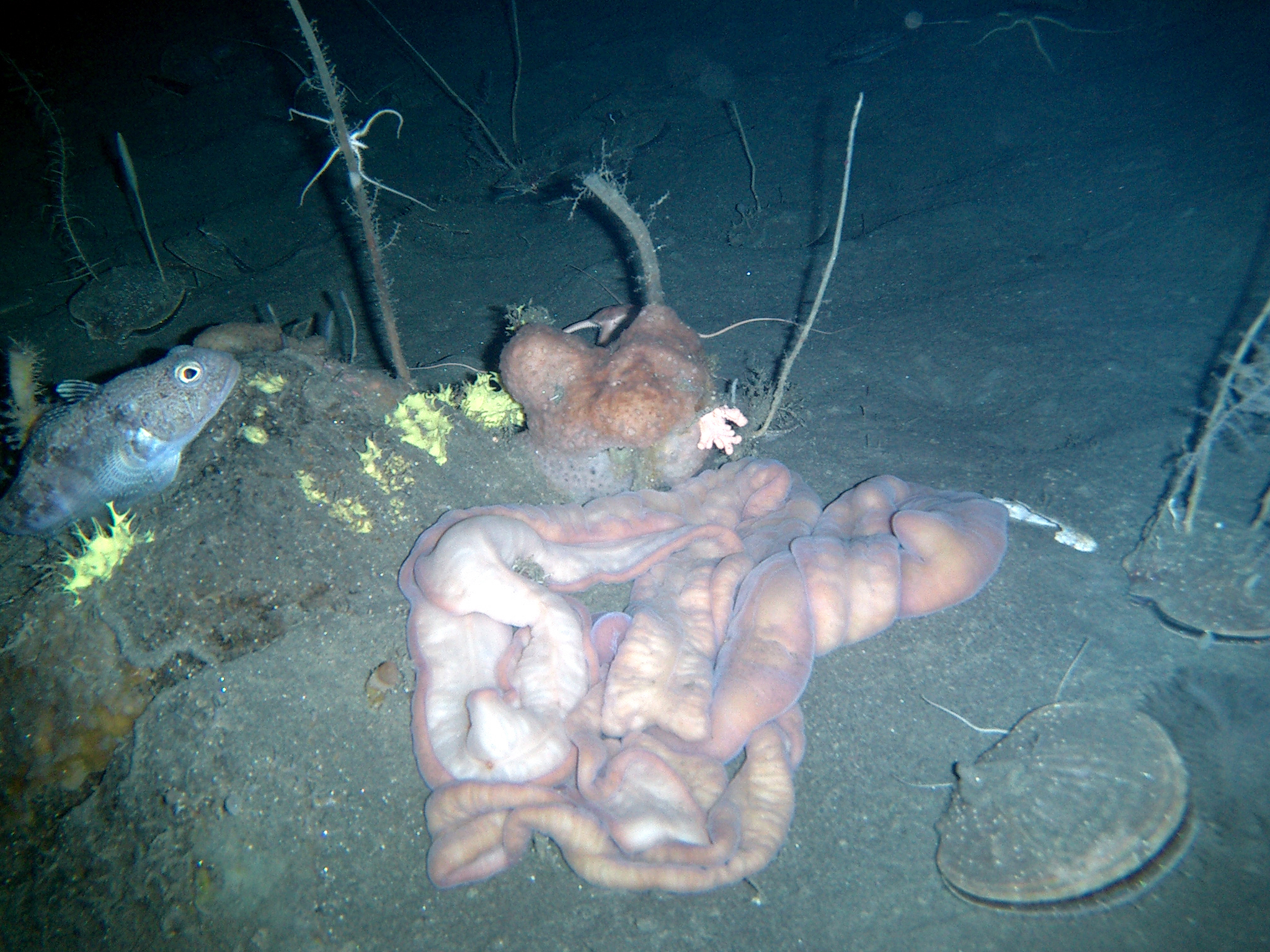
Parborlasia corrugatus

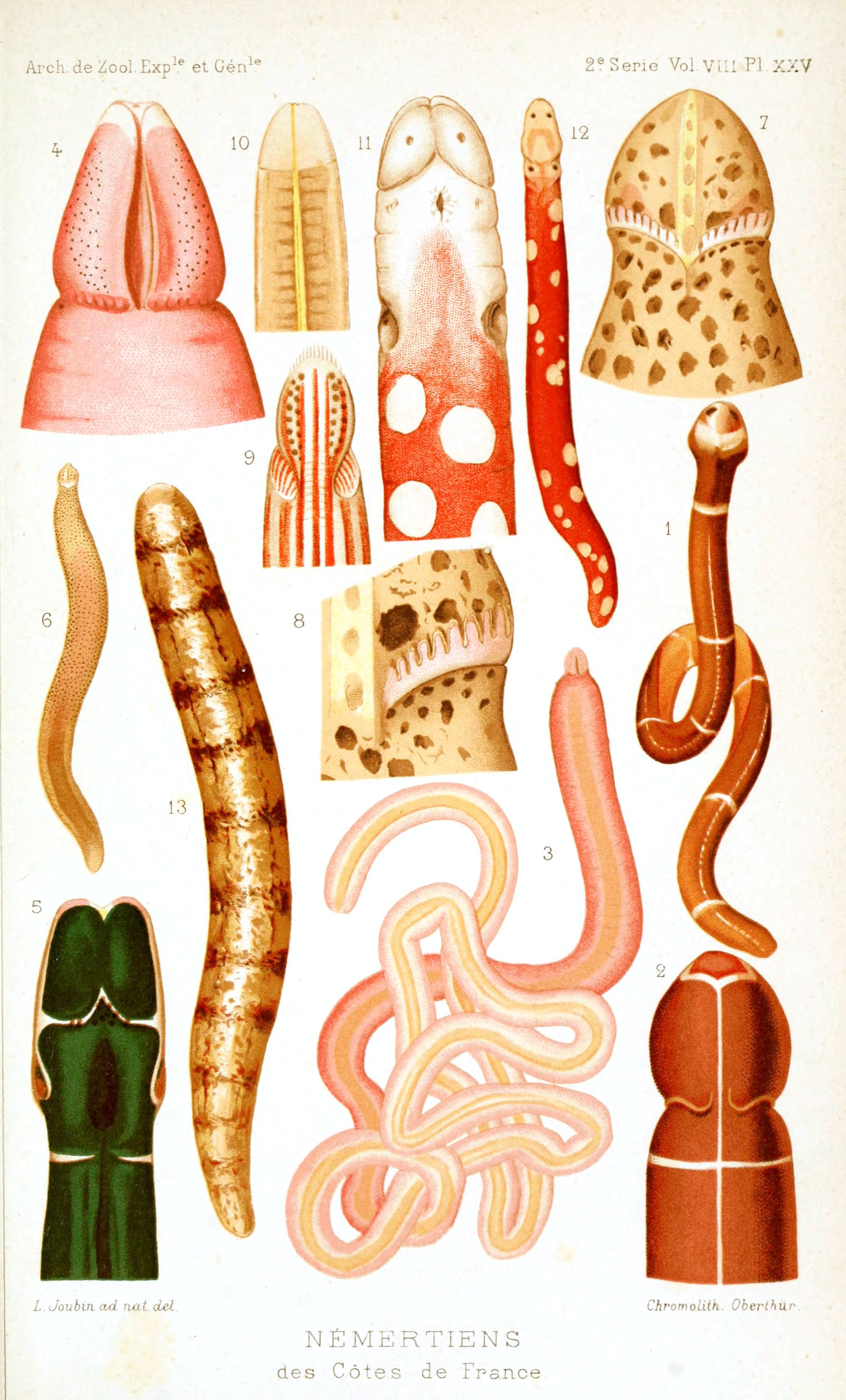
Détail de divers némertes.

Ces vers carnassiers souvent très colorés, minces et plats, ont une taille qui varie de quelques millimètres à plusieurs mètres. Presque tous sont marins, ils vivent enfouis dans le sable ou cachés dans les fentes des rochers ; quelques formes sont pélagiques, on trouve aussi des némertiens dans les eaux douces (une douzaine d'espèces, tropicales) et la terre humide (idem).
Ils possèdent une longue trompe dévaginable collante ou venimeuse, le proboscis, pouvant se replier dans une gaine frontale (rhynchocoele) située dorsalement au tube digestif et faire saillie instantanément quand l’animal veut saisir une proie (vers, mollusques, crustacés). Certaines espèces (surtout abyssales) peuvent également chasser grâce à un mucus toxique, qui paralyse leurs proies, et d'autres ont des touffes d'organes collants servant à saisir le plancton dans l'eau. Le système digestif court légèrement en dessous de la ligne médiane du corps, terminé par un anus situé au bout de la queue. La bouche est située sous le front, et les ganglions nerveux autour du rhynchocoele. Certaines espèces ont des ocelles de vision rudimentaire sur la tête. 
La plus longue espèce animale du monde est le némerte répondant au nom latin de Lineus longissimus, et dont la taille peut atteindre 55 mètres de long.

## Systématique
Les némertes sont organisés en 2 classes et 4 ordres :
- Classe Anopla
  - Ordre Heteronemertea (500 espèces, familles discutées : Cerebratulidae, Gorgonorhynchidae, Lineidae, Mixolineidae, Panorhynchidae, Polybrachiorhynchidae et Valenciniidae selon Ray Gibson)
    - Famille Baseodiscidae
      - Baseodiscus (Diesing, 1850), Cephalomastax, Oxypolella, Oxypolia (Punnett, 1901), Parapolia

    - Famille Cerebratulidae Stiasny-Wijnhoff, 1942
      - Bennettiella (Gibson, 1982)
      - Cerebratulus (Renier, 1804)
      - Dokonemertes (Gibson, 1985)
      - Parborlasia (Friedrich, 1960)
      - Quasilineus (Gibson, 1981)
      - Valencinina (Gibson, 1981)

    - Famille Gorgonorhynchidae
      - Gorgonorhynchus (Dakin & Fordham, 1931)

    - Famille Lineidae
      - Antarctolineus (Müller & Scripcariu, 1964), Apatronemertes, Australineus (Gibson, 1990), Cerebratulides, Chilineus, Corsoua, Diplopleura, Dushia, Euborlasia, Evelineus, Flaminga, Gorgonorhynchus, Heterolineus, Hinumanemertes, Huilkia, Kirsteueria (Gibson, 1978), Kohnia (Sunberg & Gibson, 1995), Lineopsis, Lineus (Sowerby, 1806), Micrella (Punnett, 1901), Micrura (Ehrenberg, 1828), Micrurides, Micrurina, Micrurinella, Neolineus, Notospermus (Huschke, 1830), Pontolineus, Pseudolineus, Siolineus, Uchidana, Uricholemma (Sunberg & Gibson, 1995), Wiotkenia

    - Famille Mixolineidae
      - Aetheorhynchus (Gibson, 1981), Mixolineus

    - Famille Panorhynchidae
      - Panorhynchus (de la Serna de Esteban & Moretto, 1969)

    - Famille Polybrachiorhynchidae
      - Dendrorhynchus (Keilin, 1920), Polybrachiorhynchus (Gibson, 1977)

    - Famille Valenciniidae
      - Paralineus, Planolineus, Valencinia (Quatrefages, 1846), Valencinura, Zygeupolia

    - Famille indéterminée
      - Colemaniella (Gibson, 1982)
      - Myoisophagos (Riser, 1994)

  - Ordre Palaeonemertea
    - Famille Carinomidae
      - Carinoma (Oudemans, 1885)

    - Famille Cephalothricidae
      - Cephalotrichella (Wijnhoff, 1913), Procephalothrix (Wijnhoff, 1913)

    - Famille Hubrechtidae
      - Hubrechtella (Bergendal, 1902)

    - Famille Tubulanidae
      - Callinera (Bergendal, 1900), Carinesta (Punnett, 1900), Carinina (Hubrecht, 1885), Carinomella, Tubulanus
- Classe Enopla (Schultze, 1851)
  - Ordre Bdellonemertea
    - Famille Malacobdellidae (Malacobdella)

  - Ordre Hoplonemertea (Hubrecht, 1879)
    - Sous-ordre Monostilifera
      - Famille Amphiporidae
        - Aegialonemertes (Gibson, 1990), Africanemertes, Alaonemertes, Ammonemertes (Gibson, 1990), Amphiporella, Amphiporus (Ehrenberg, 1831), Arctonemertes, Austroprostoma, Communoporus, Correanemertes, Crybelonemertes (Sunberg & Gibson, 1995), Dananemertes, Duosnemertes, Gurjanovella, Intestinonemertes, Itanemertes, Paramphiporus, Poikilonemertes, Poseidonemertes (Kirsteuer, 1967), Proneurotes, Tagonemertes, Zygonemertes (Burger, 1895)

      - Ototyphlonemertidae ; Plectonemertidae ; Prosorhochmidae
      - Famille Carcinonemertidae
        - Alaxinus, Carcinonemertes (Coe, 1902), Ovicides - Pseudocarcinonemertes

      - Famille Cratenemertidae
        - Achoronemertes, Cratenemertes (Friedrich, 1955), Korotkevitschia (Korotkevich, 1961), Nipponemertes (Friedrich, 1968), Validivianemertes (Grube, 1840)

      - Famille Emplectonematidae
        - Aenigmanemertes (Sunberg & Gibson, 1995), Atyponemertes, Coenemertes, Digononemertes (Gibson, 1990), Emplectonema, Eonemertes (Gibson, 1990), Halimanemertes (Gibson, 1990), Ischyronemertes (Gibson, 1990), Nemertes, Nemertopsella, Nemertopsis, Paranemertes, Paranemertopsis (Gibson, 1990), Poikilonemertes (Stiasny-Wijnhoff, 1942), Tetranemertes (Chernuishev, 1992)

      - Famille Ototyphlonemertidae
        - Otonemertes, Ototyphlonemertes

      - Famille Plectonemertidae
        - Acteonemertes, Antiponemertes, Argononemertes (Moore & Gibson, 1981), Campbellonemertes, Katechonemertes, Leptonemertes, Plectonemertes, Potamonemertes (Moore & Gibson, 1973)

      - Famille Prosorhochmidae
        - Antarctonemertes (Friedrich, 1955), Divanella, Friedrichia (Kirsteuer, 1965), Geonemertes, Gononemertes (Bergendal, 1900), Obuergia, Oerstedia, Oerstediella, Pantinonemertes (Moore & Gibson, 1981), Pheroneonemertes (Gibson, 1990), Paroerstedia, Prosadenoporus, Prosorhochmus

      - Famille Tetrastemmatidae
        - Algonemertes, Amphinemertes, Arenonemertes, Nemertellina, Prostoma (Dugès, 1828), Prostomatella, Prostomiopsis, Sacconemertella, Sacconemertes, Sacconemertopsis, Tetrastemma (Ehrenberg, 1828)

    - Sous-ordre Polystilifera
      - Sous-tribu Archipelagica
        - famille Armaueriidae
          - Armaueria, Mesarmaueria, Proarmaueria

        - familles Balaenanemertidae (Balaenanemertes) ; Buergeriellidae (Buergeriella) ; Nectonemertidae (Nectonemertes)
        - famille Pelagonemertidae
          - Cuneonemertes, Gelanemertes, Nannonemertes, Natonemertes, Obnemertes, Parabalaenanemertes, Pelagonemertes, Probalaenanemertes

      - Sous-tribu Eupelagica
        - familles Chuniellidae (Chuniella) ; Pachynemertidae (Pachynemertes) ; Phallonemertidae (Phallonemertes)
        - famille Dinonemertidae
          - Dinonemertes, Paradinonemertes, Planonemertes, Plionemertes

        - famille Planktonemertidae
          - Crassonemertes, Mergonemertes, Mononemertes, Neuronemertes, Planktonemertes

        - famille Protopelagonemertidae
          - Calonemertes, Pendonemertes, Plotonemertes, Protopelagonemertes

      - Sous-tribu Archireptantia : famille Siboganemertidae (Siboganemertes)
      - Sous-tribu Eureptantia
        - Section Aequifurcata
          - Familles Drepanogigantidae (Drepanogigas) ; Drepanophoringiidae (Drepanophoringia) ; Uniporidae (Uniporus)
          - Famille Drepanophorellidae
            - Drepanophorella, Drepanophoresta, Drepanophoria

          - Famille Paradrepanophoridae
            - Hubrechtonemertes, Paradrepanophorus

        - Section Inaequifurcata
          - Familles Brinkmanniidae (Brinkmannia) ; Coellidae (Coella) ; Drepanobandidae (Drepanobanda)
          - Famille Drepanophoridae
            - Curranemertes, Drepanophorina, Drepanophorus, Kameginemertes, Polyschista, Punnettia (Stiasny-wijnhoff, 1926), Urichonemertes (Gibson, 1983), Wijnhoffella, Xenonemertes (Gibson, 1983)

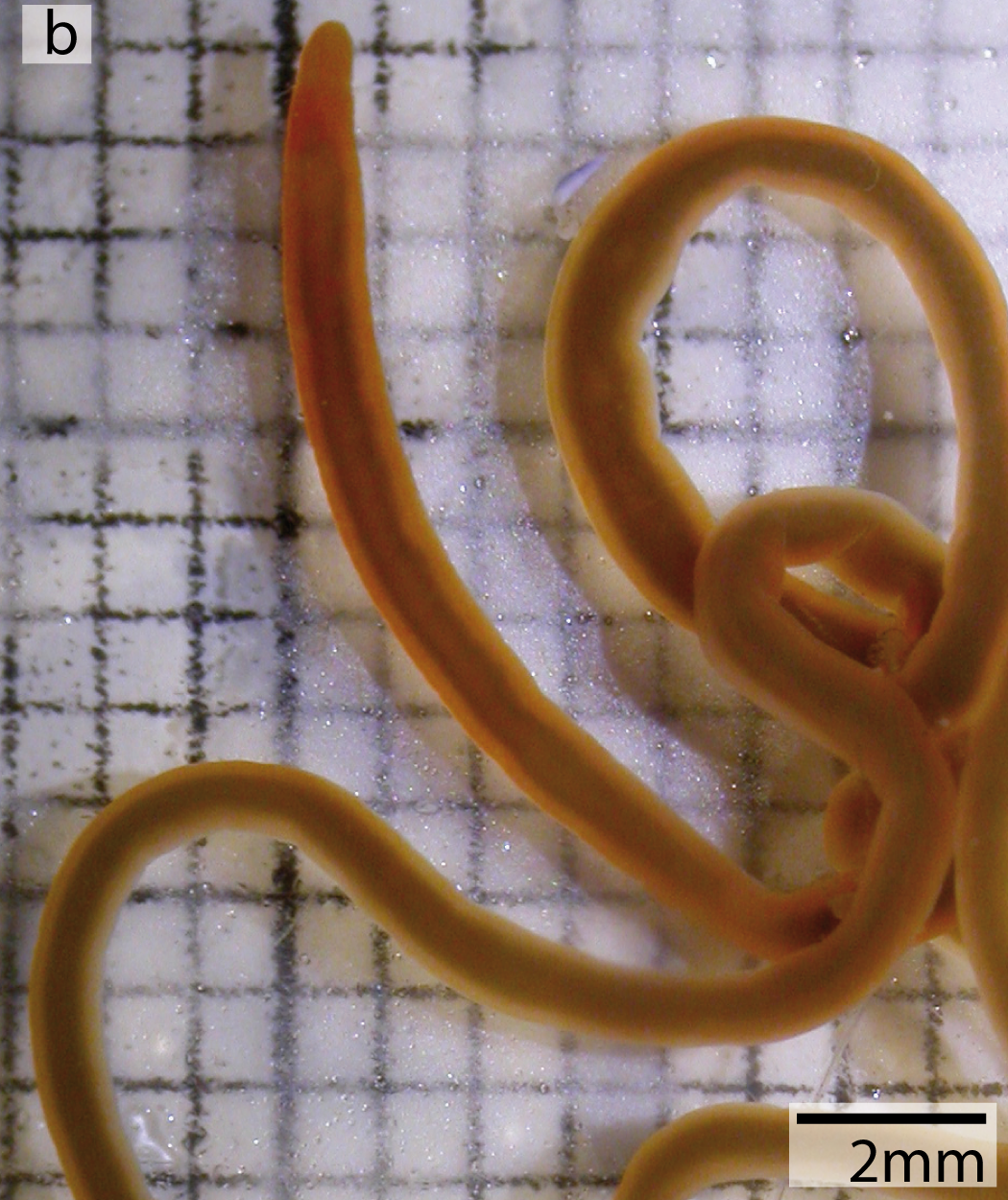
Cephalothrix linearis, un Cephalothricidae
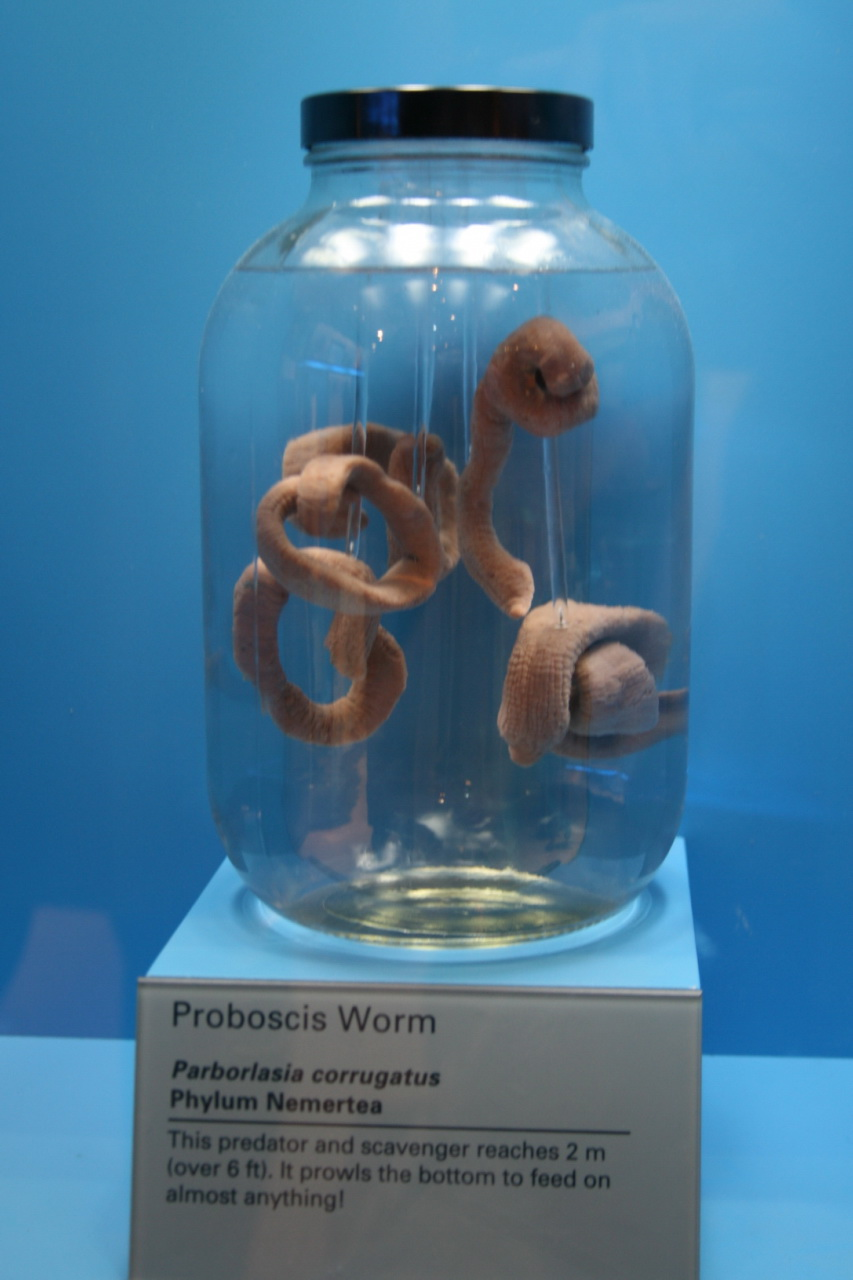
Parborlasia corrugatus, un Cerebratulidae
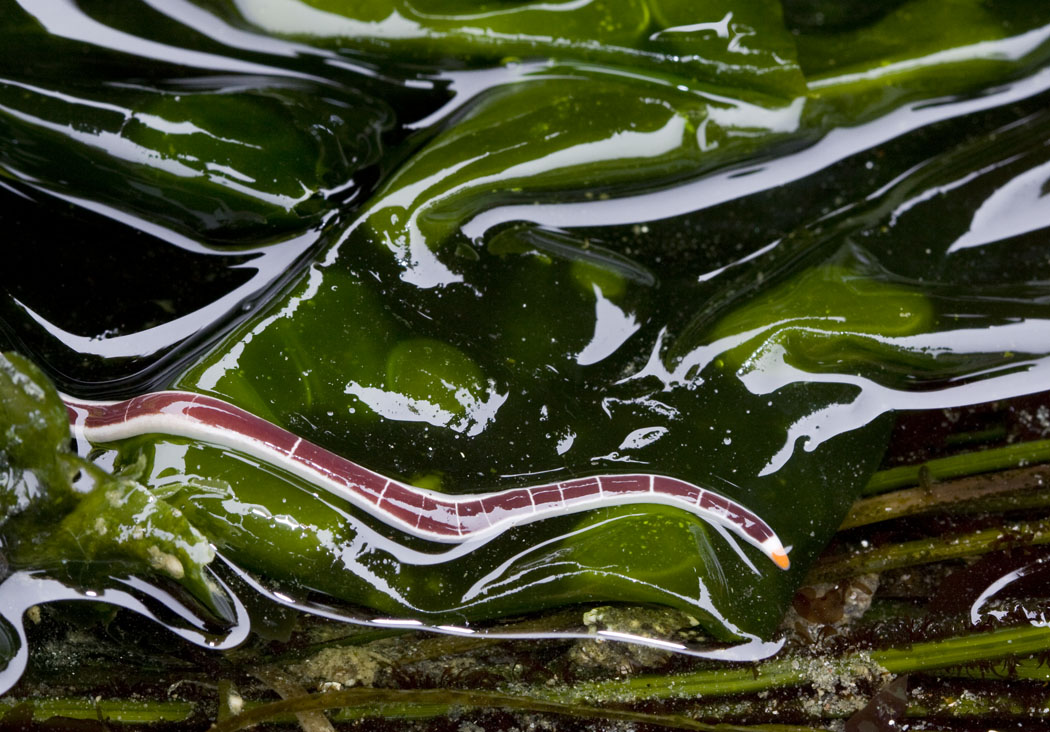
Micrura verrilli, un Lineidae
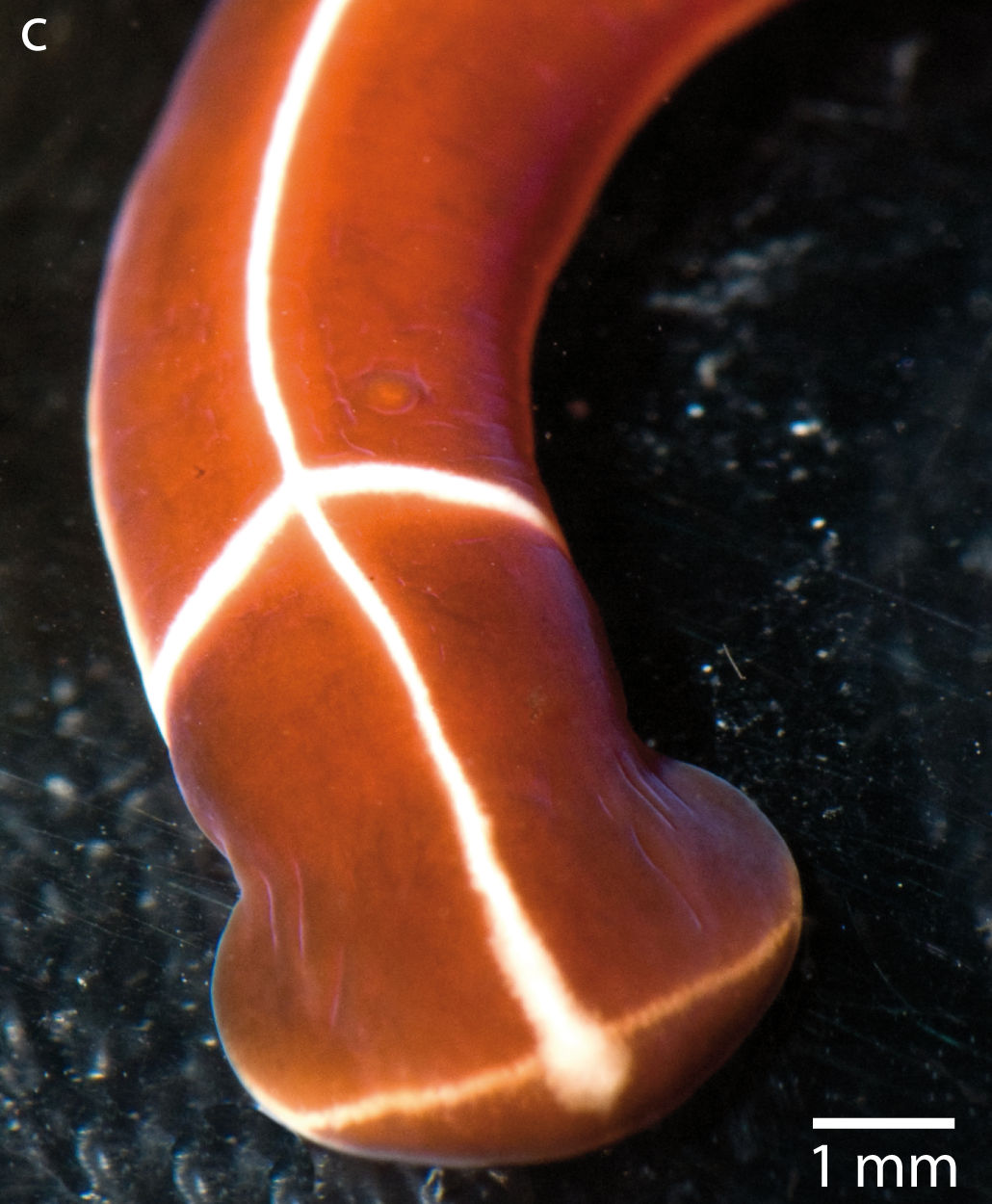
Tubulanus superbus, un Tubulanidae
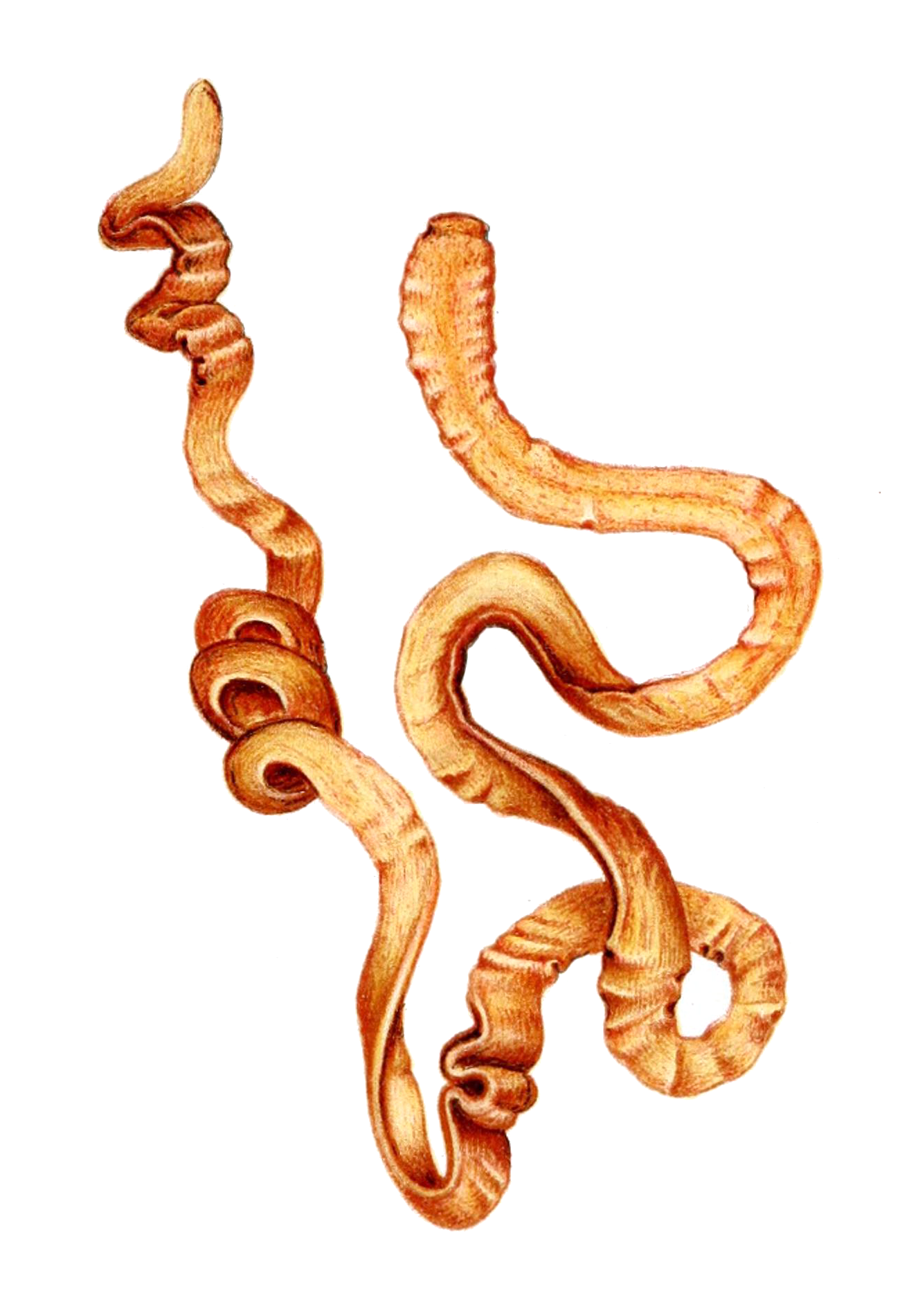
Baseodiscus princeps, un Valenciniidae
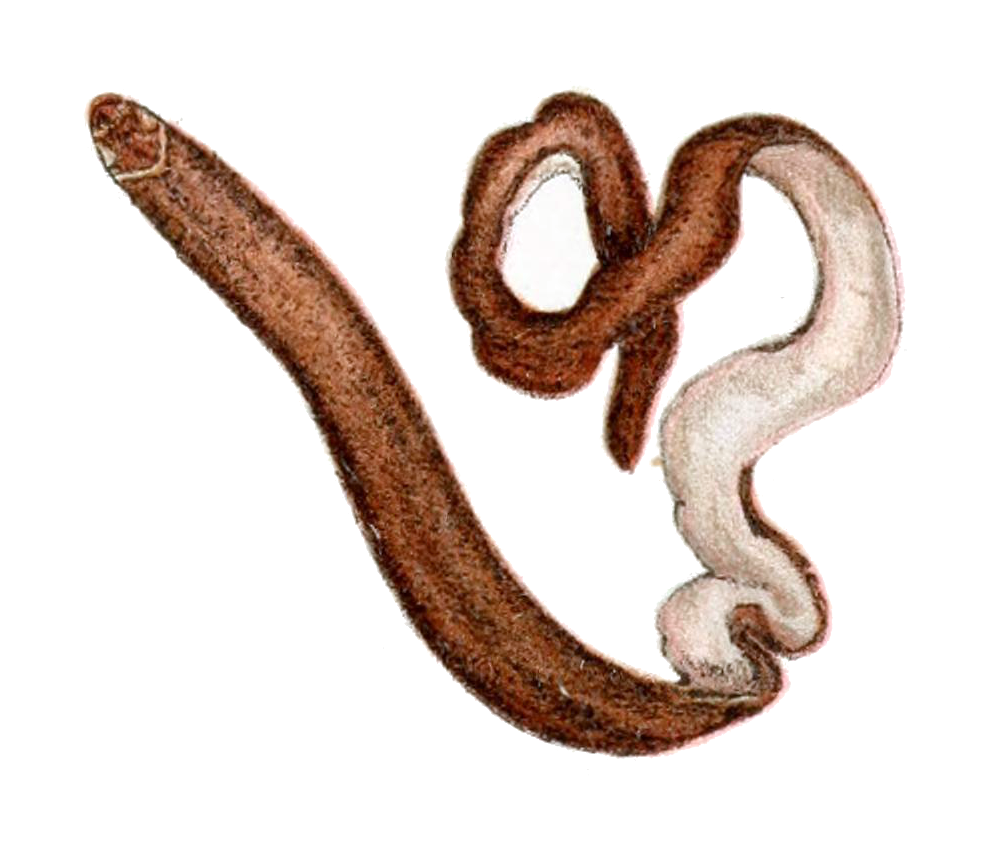
Amphiporus angulatus, un Amphiporidae
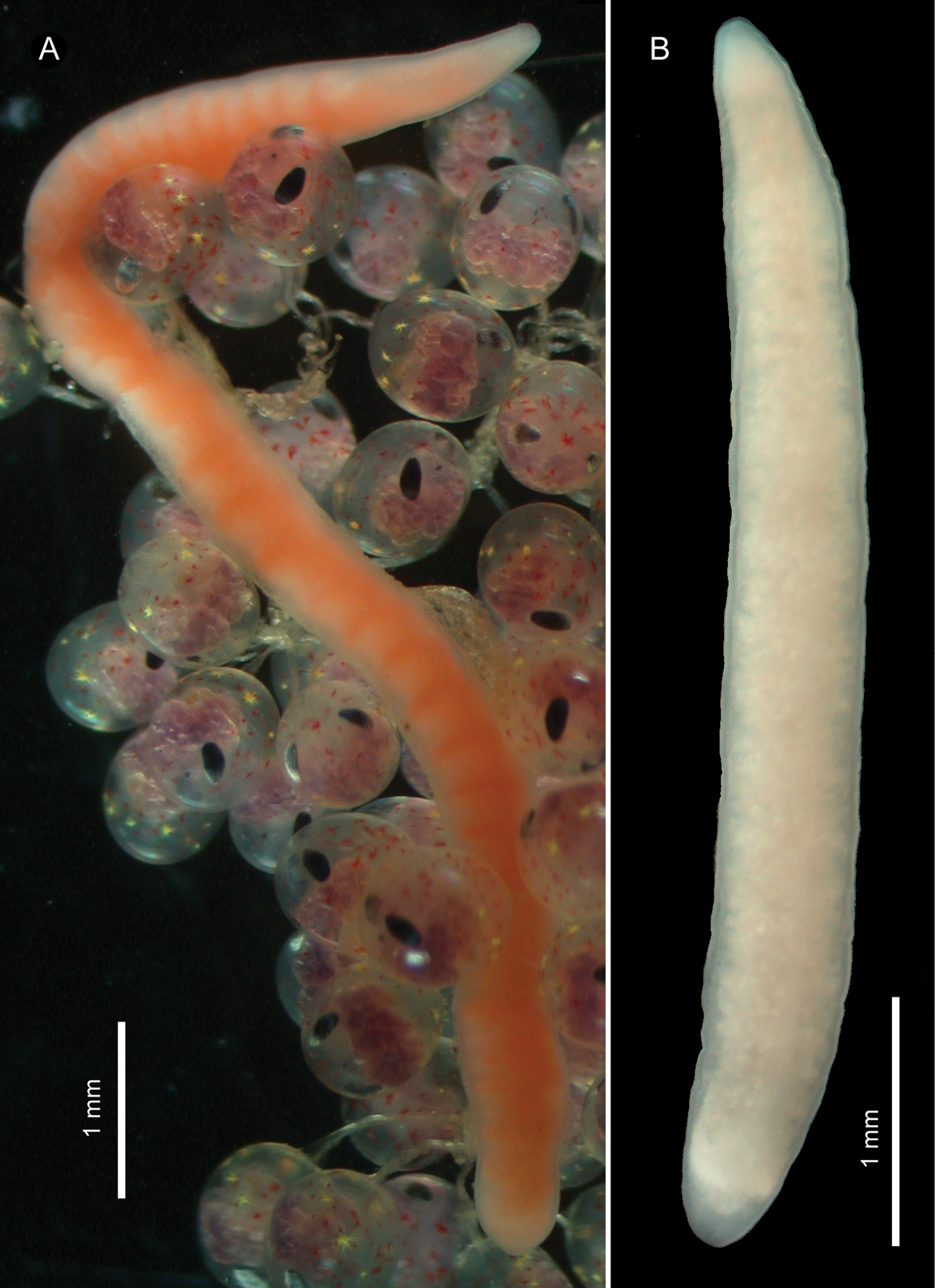
Ovicides paralithodis, un Carcinonemertidae
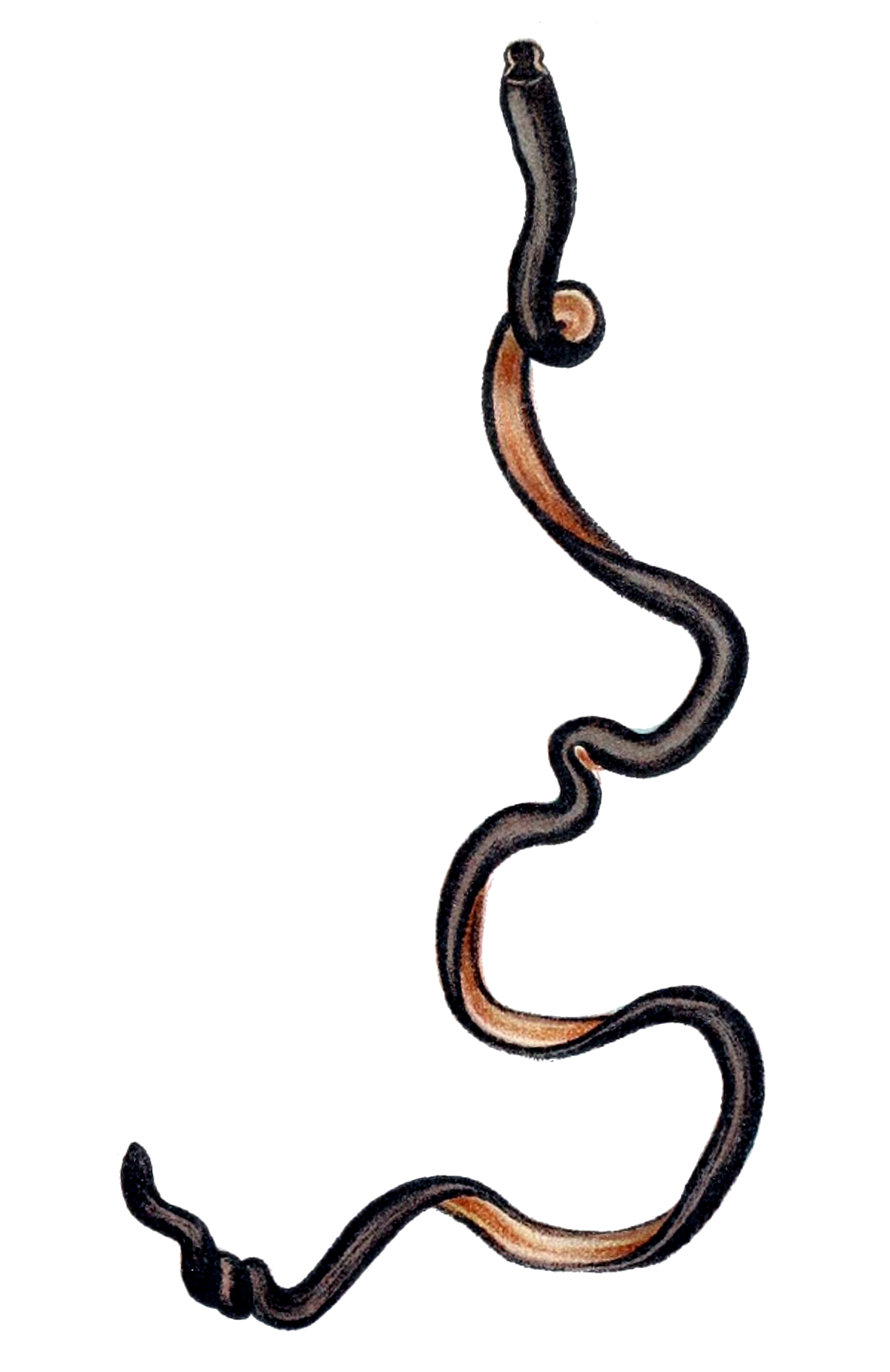
Paranemertes peregrina, un Emplectonematidae
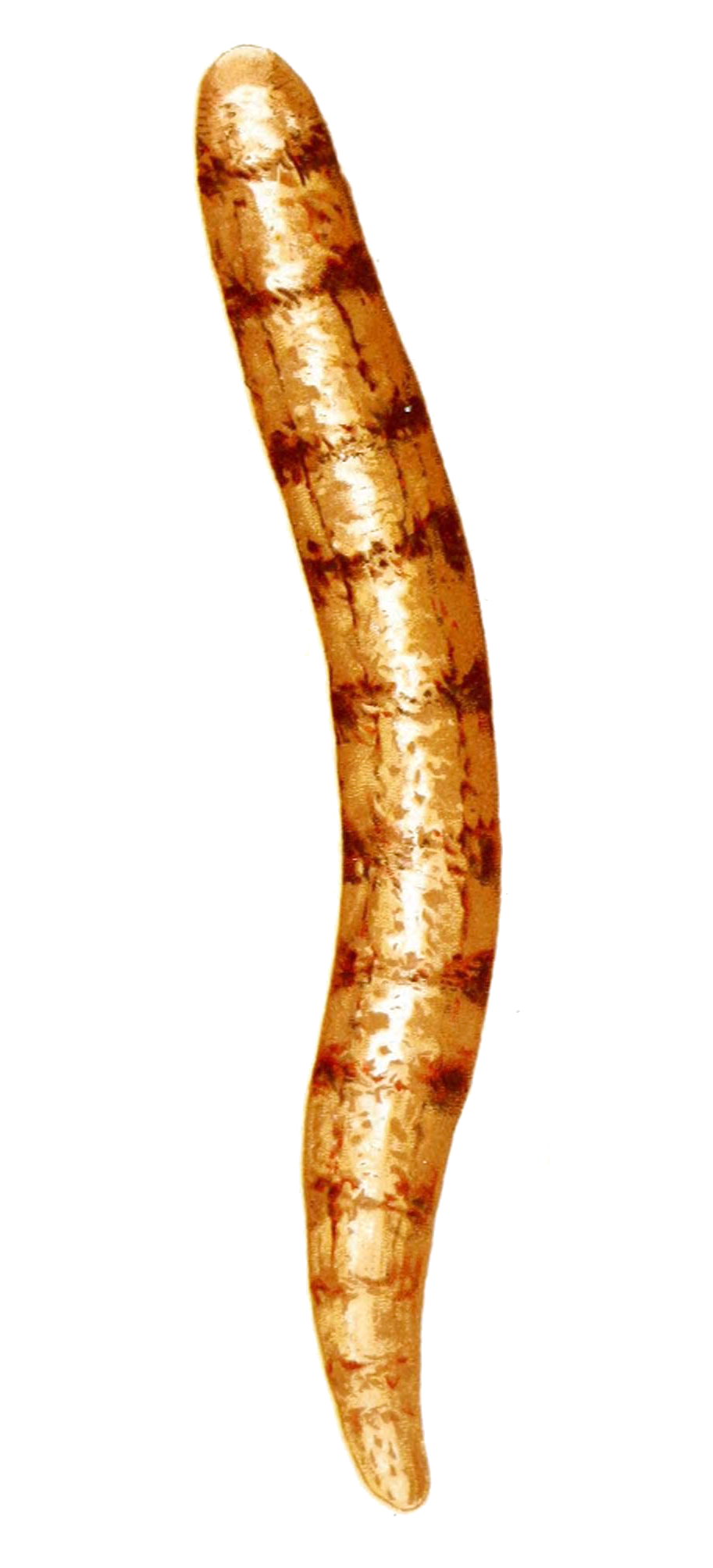
Oerstedia dorsalis, un Oerstediidae
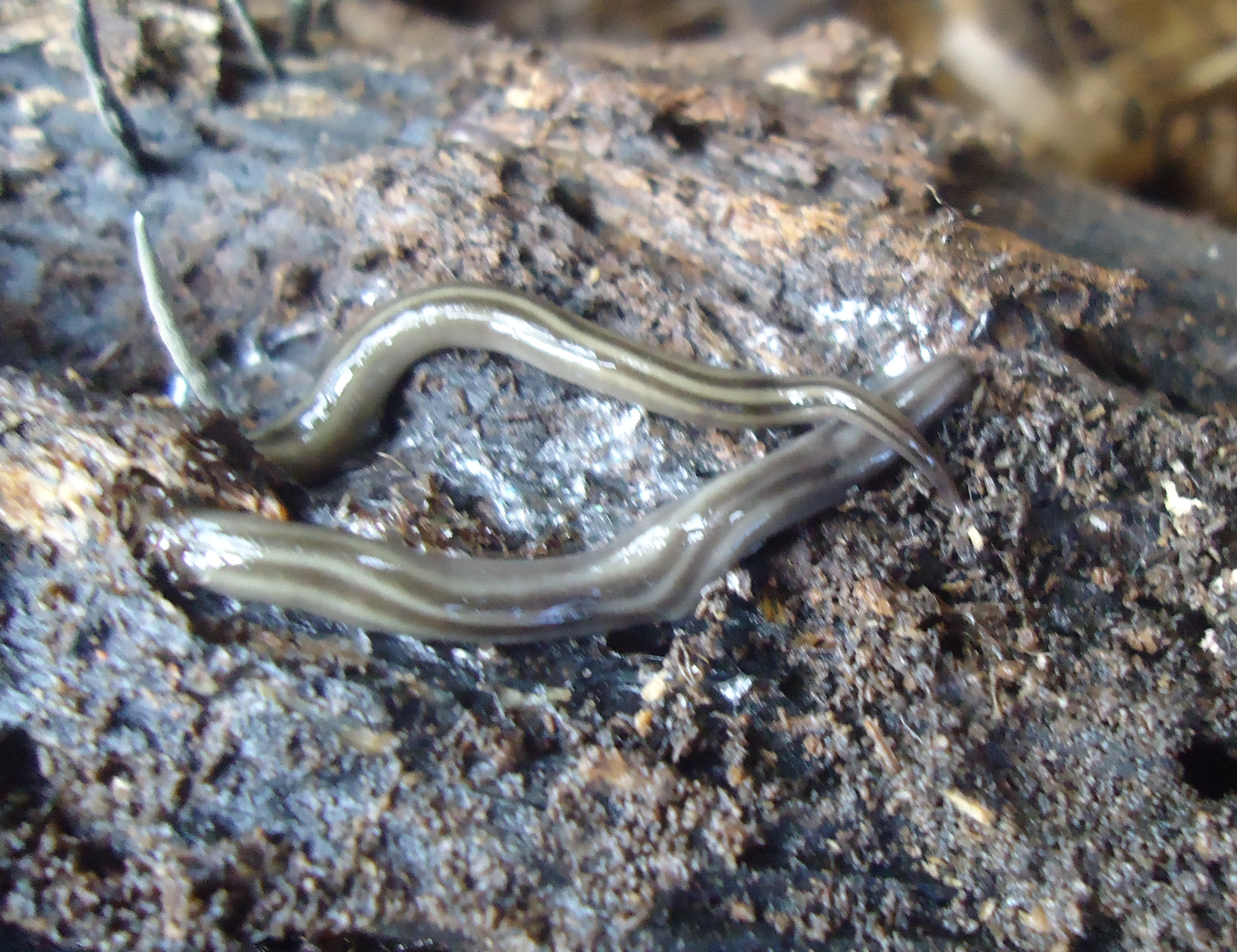
Geonemertes sp., un Prosorhochmidae
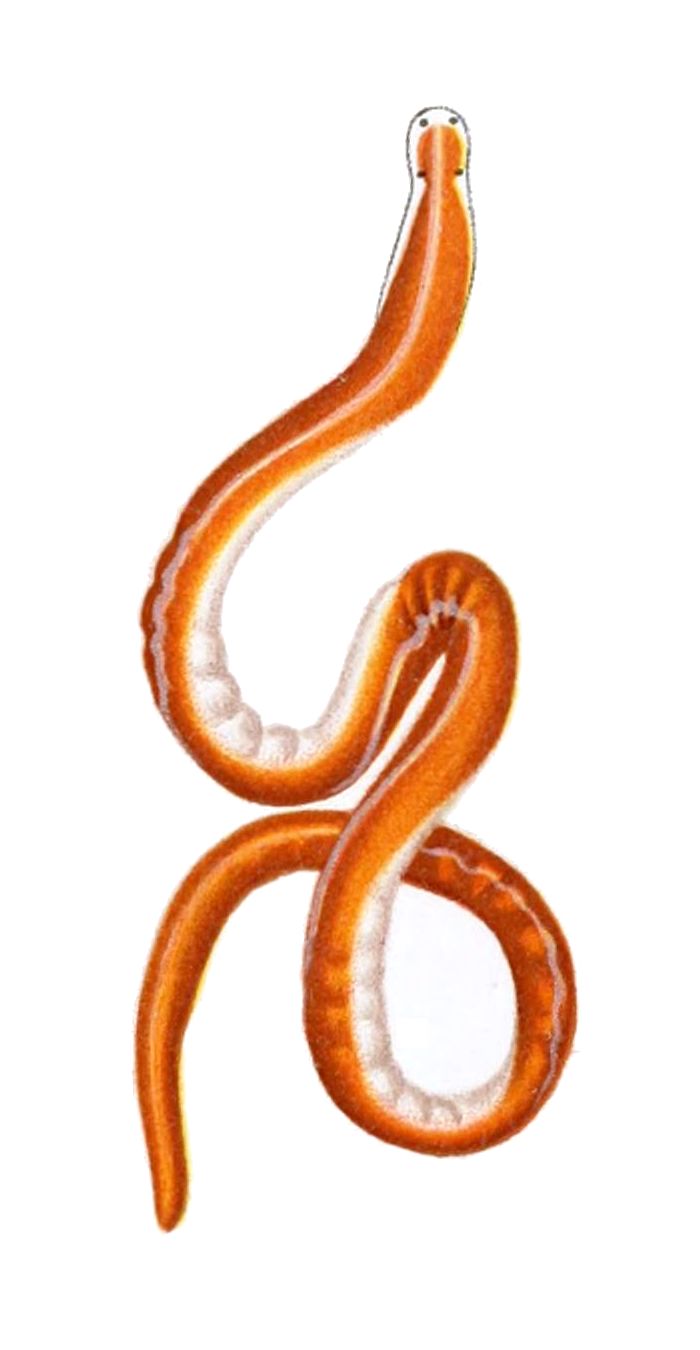
Tetrastemma bicolor, un Tetrastemmatidae
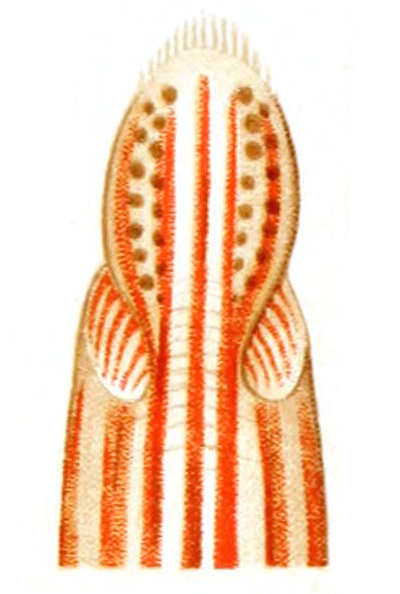
Brinkmannia mediterranea, un Brinkmanniidae